# Pogo (musicien)
Pour les articles homonymes, voir Pogo.
Christopher Nicholas « Nick » Bertke, de son nom de scène Pogo, né le 26 juillet 1988 au Cap, est un artiste musicien électronique australien.

## Biographie

### Carrière
Il est connu pour « sampler » essentiellement des musiques, mélodies ou dialogues de films et en faire des chansons.

### Vie privée
Il réside à Perth en Australie-Occidentale.

## Polémique
En 2018, une vidéo de lui datant de 2016 refait surface, où il explique qu'il a nommé sa chaîne Youtube Fagottron parce qu'il « a toujours profondément détesté les homosexuels », et qu'il a fêté la fusillade du 12 juin 2016 à Orlando qui a fait 49 morts dans une boîte de nuit gay, parce qu'il « déteste les pédales ». Il ajoute dans la vidéo qu’il ne veut pas que les gens se fassent tuer dans les boîtes de nuit, mais termine en disant qu’il trouve « frappant » que « l’occident accueille à bras ouverts une culture qui veut la mort des gays », ce qu’il trouve « fantastique. » La vidéo a été amplement critiquée sur les réseaux sociaux,. En réponse à la controverse, Bertke déclare qu’il n’a en réalité aucune haine envers la communauté homosexuelle et souligne qu’il a le syndrome d'Asperger et qu’il est bipolaire, ce qui aurait, selon lui, influencé sa décision de créer la vidéo. Il admet que cette dernière était de mauvais goût et qu’elle était supposée rester privée. Il déclare aussi que l’intention derrière la vidéo était de « parodier l’extrême droite et de créer des remous », précisant au passage qu’elle a été faite durant la campagne menant à l'élection présidentielle américaine de 2016.

## Discographie
- 1. Younghood  (2007) 5 titres
- 2. Unity  (2008) 6 titres
- 3. Broken Beats (2009) 8 titres
- 4. Texturebox (2010) 13 titres
- 5. Wonderpuff (2011) 12 titres
- 6. Forgotten Fudge (2013) 9 titres
- 7. Star Charts (2014) 11 titres
- 8. Kindred Shadow (2015) 13 titres
- 9. Weightless (2016) 15 titres
- 10. Ascend (2018) 14 titres
- 11. Quantum Field (2018) 8 titres
- 12. Valley of Shadow  (2020) 8 titres
- 13. Cultures (2020) 9 titres
- 14. Cosmoluxe (2022) 8 titres